# Nereis paucignatha
Nereis paucignatha är en ringmaskart som beskrevs av Hartman 1940. Nereis paucignatha ingår i släktet Nereis och familjen Nereididae. Inga underarter finns listade i Catalogue of Life.